# Naomi Ackie
Naomi Ackie (sinh ngày 2 tháng 11 năm 1992) là một nữ diễn viên người Anh. Từng thắng một giải BIFA ở hạng mục Diễn viên mới triển vọng, cô được biết đến nhiều nhất với vai Bonnie trong loạt phim truyền hình Hành trình chết tiệt (2019), loạt phim đã giúp cô giành giải thưởng truyền hình BAFTA cho nữ diễn viên phụ xuất sắc nhất.

## Đời tư
Naomi từng theo tại học trường Kịch nghệ Hoàng gia Anh (Royal Central School of Speech and Drama).

## Danh sách phim

### Điện ảnh
| Năm  | Tên                           | Vai    | Ghi chú   |
| ---- | ----------------------------- | ------ | --------- |
| 2015 | I Used to Be Famous           | Amber  | Phim ngắn |
| 2016 | Lady Macbeth                  | Anna   |           |
| 2018 | Yardie                        | Mona   |           |
| 2019 | The Corrupted                 | Grace  |           |
| 2019 | Star Wars: Skywalker trỗi dậy | Jannah |           |
| 2024 | Tín hiệu cầu cứu              | Frida  |           |
| 2025 | Mickey 17                     | Nasha  |           |

### Truyền hình
| Năm  | Tên                          | Vai            | Ghi chú                  |
| ---- | ---------------------------- | -------------- | ------------------------ |
| 2015 | Doctor Who                   | Jen            | 1 tập ("Face the Raven") |
| 2016 | The Five                     | Gemma Morgan   | Sê-ri ngắn, 2 tập        |
| 2016 | Damilola, Our Loved Boy      |                |                          |
| 2018 | Vera                         | Louise Everitt | 1 tập: "Black Ice"       |
| 2018 | The Bisexual                 | Ruby           | 5 tập                    |
| 2019 | Cleaning Up                  | Beth           | 2 tập                    |
| 2019 | The End of the F***ing World | Bonnie         | Vai chính (mùa 2)        |